# Bou Hamdane
Bou Hamdane (arabisch بوحمدان) ist eine algerische Gemeinde in der Provinz Guelma mit 4517 Einwohnern. (Stand: 1998)

## Geographie
Bou Hamdane wird umgeben von Roknia im Nordosten, von Ben Djarah und Guelma im Osten und von Bordj Sabat im Süden.